# Eptatretus menezesi
Eptatretus menezesi är en ryggsträngsdjursart som beskrevs av Mincarone 2000. Eptatretus menezesi ingår i släktet Eptatretus och familjen pirålar. IUCN kategoriserar arten globalt som livskraftig. Inga underarter finns listade i Catalogue of Life.